# Ismena (roślina)
Ismena, zgięcz (Ismene Salisb. ex Herb.) – rodzaj roślin z rodziny amarylkowatych, obejmujący 11 gatunków, występujących w Ekwadorze i Peru, introdukowany do Zimbabwe. Ismena okazała o dużych, białych kwiatach, jest uprawiana jako roślina ozdobna.

## Morfologia

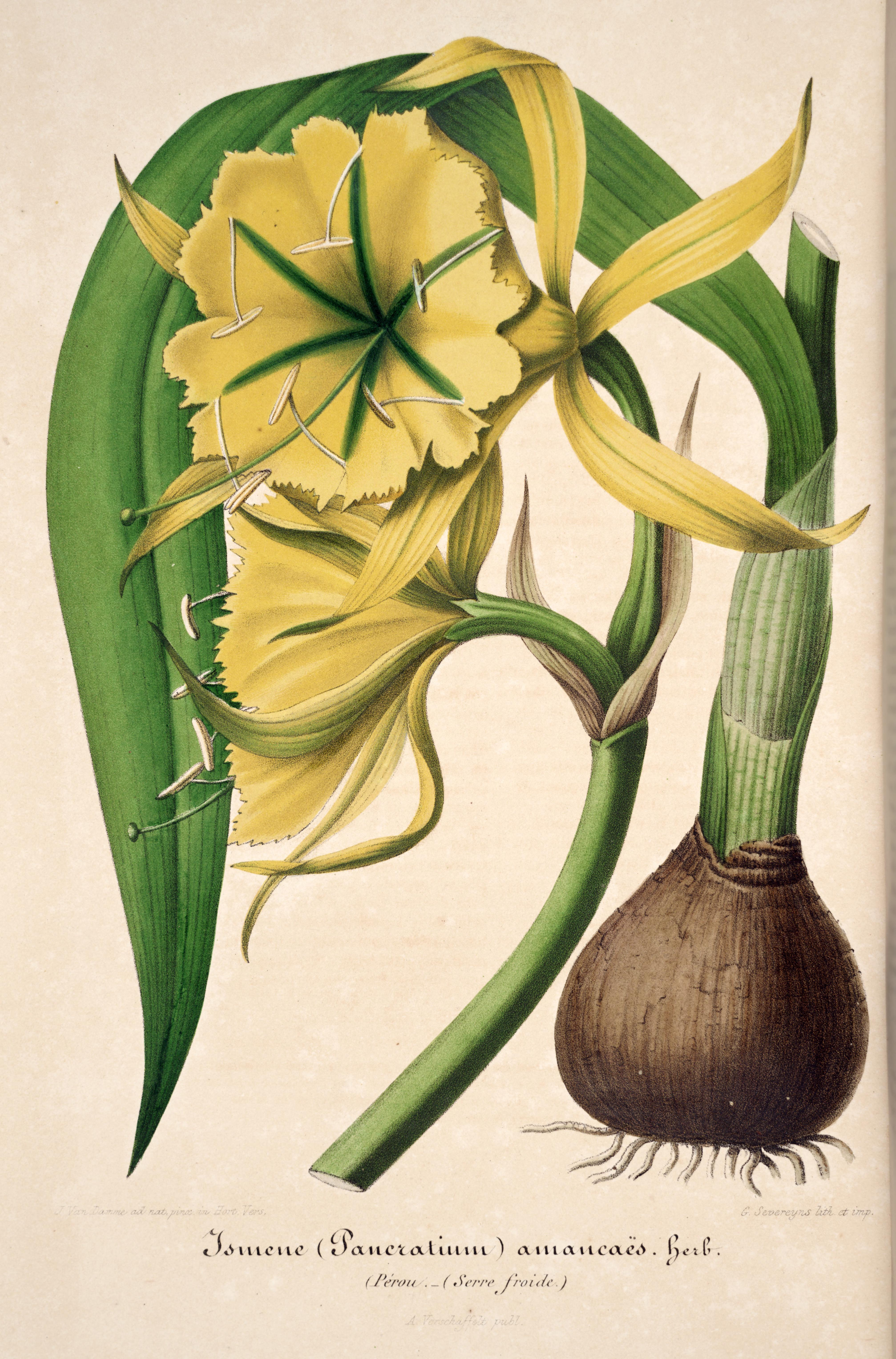
Budowa Ismene amancaes

PokrójWieloletnie, cebulowe rośliny zielne.
LiścieJednoroczne, wyrastające po przekwitnięciu roślin, równowąsko-lancetowate. U nasady ciasne pochwy liściowe tworzą długą nibyłodygę.
KwiatyPromieniste lub grzbieciste, miseczkowate i mniej więcej lejkowate lub lejkowato-rurkowate, białe, żółte lub zielone, wyrastające na spłaszczonym, dwukanciastym głąbiku. Listki okwiatu równowąskie. Przykoronek zawsze obecny, wydatny, cylindryczny, odgięty. Nitki pręcików przyległe do przykoronka. Zalążnia dolna, zwykle z dwoma zalążkami w każdej komorze. Szyjka słupka zakończona główkowatym znamieniem.
OwoceTorebki zawierające zielone, mięsiste i gąbczaste nasiona.

## Systematyka

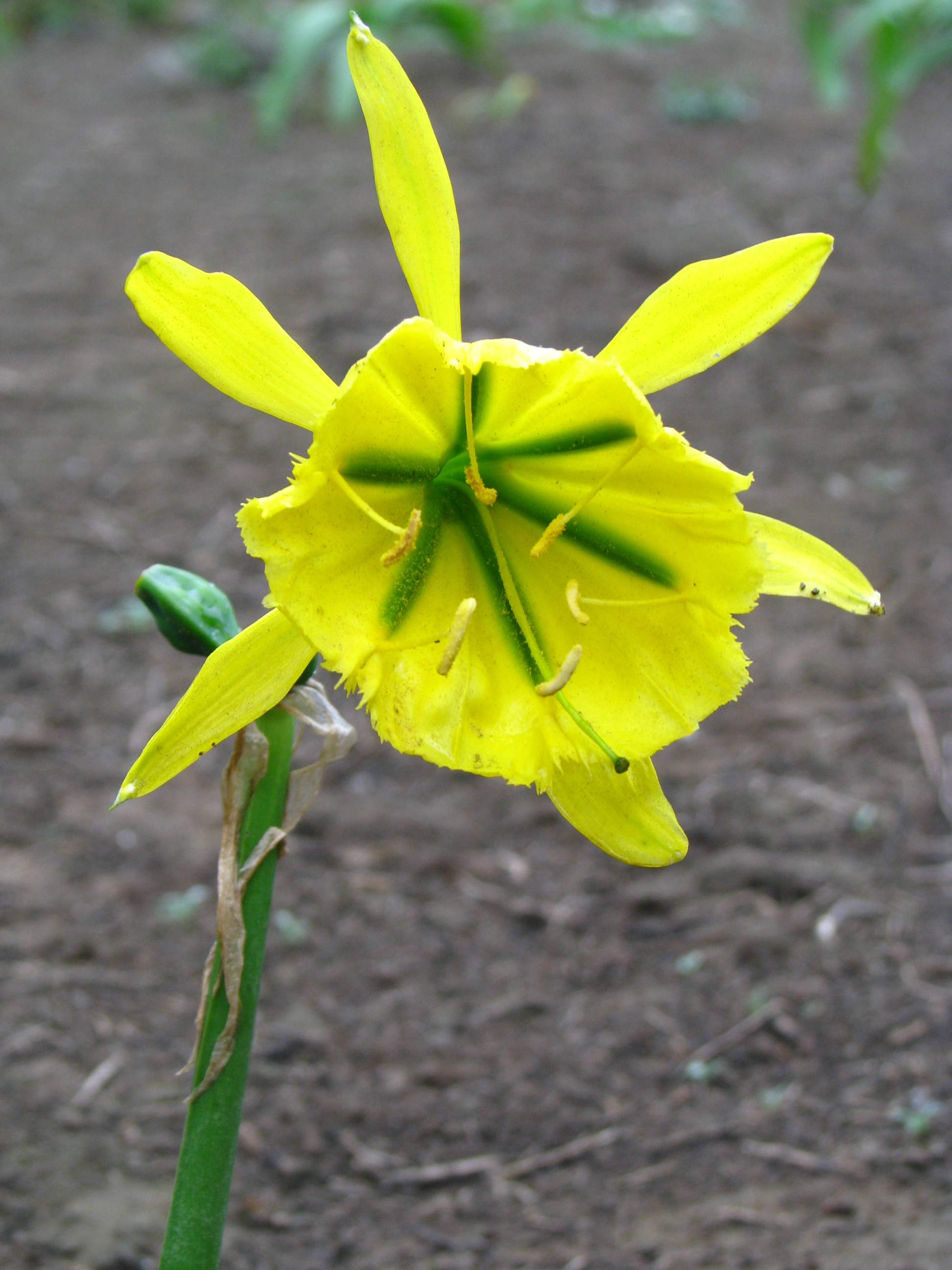
Kwiat Ismene amancaes

Pozycja systematycznaRodzaj z plemienia Hymenocallideae, podrodziny amarylkowych Amaryllidoideae z rodziny amarylkowatych Amaryllidaceae. W latach 1888–1988 rodzaj ten był uznawany za synonim rodzaju błonczatka (Hymenocallis).
Wykaz gatunków
- Ismene amancaes (Ruiz & Pav.) Herb.
- Ismene hawkesii (Vargas) Gereau & Meerow
- Ismene longipetala (Lindl.) Meerow
- Ismene morrisonii (Vargas) Gereau & Meerow
- Ismene narcissiflora (Jacq.) M.Roem. – ismena okazała
- Ismene nutans (Ker Gawl.) Herb.
- Ismene parviflora Meerow & A.Cano
- Ismene pedunculata Herb.
- Ismene ringens (Ruiz & Pav.) Gereau & Meerow
- Ismene sublimis (Herb.) Gereau & Meerow
- Ismene vargasii (Velarde) Gereau & Meerow

## Nazewnictwo
Etymologia nazwy naukowejNazwa naukowa rodzaju pochodzi od imienia mitologicznej Ismeny, córki Edypa i Jokasty.
Nazwy zwyczajowe w języku polskimW Słowniku nazwisk zoologicznych i botanicznych polskich... Erazma Majewskiego wydanym w roku 1889 i w Słowniku polskich imion rodzajów oraz wyższych skupień roślin z roku 1900 Józefa Rostafińskiego jako polską nazwę rodzaju Ismene podawano zgięcz. W obu przypadkach nazwa ta podana została za opracowaniem Ignacego Czerwiakowskiego Catalogus plantarum quae in C.R. horto botanico Cracoviensi anno 1864. Współcześnie określana jako ismena, zgodnie z polskim tłumaczeniem nazwy naukowej, tj. imienia (Ismena).

## Zastosowanie
Rośliny ozdobneZ uwagi na efektowne kwiaty ismeny są uprawiane jako rośliny ogrodowe, najpopularniejszym gatunkiem w uprawie jest ismena okazała. W uprawie często kwitnie po pojawieniu się liści. W zimie przechodzi okres spoczynku. W Polsce nie jest mrozoodporna i cebule wymagają wykopania na zimę (strefy mrozoodporności: 9-11).